# Huellas de ceniza
Huellas de Ceniza es una novela policiaca del escritor, abogado y periodista costarricense Enrique Villalobos Quirós, primera del género en el país. La novela sigue las pesquisas del investigador privado Manuel Quirós en un caso de homicidio. 

## Argumento
Mientras se encuentra de vacaciones en Limón, el prestamista Amado Mora se enamora de una bella brasileña llamada Noelia. Decidido a dejar a su regordeta pero adinerada esposa Catalina, comienza a afinar detalles para divorciarse de ella sin por ello perder gran parte de sus divisas. El amorío con Noelia produce un embarazo. 
Durante un viaje de su esposa a Miami para mejorar su aspecto físico, Amadeo aprovecha para ultimar los procedimientos judiciales ya que posee una sociedad anónima junto a su esposa que brinda préstamos. Su esposa regresa anticipada y lo sorprende habiendo mejorado su aspecto. Tras una noche de romance de la pareja, la esposa descubre las llamadas de Amadeo a Brasil y lo confronta. Tras la confesión de infidelidad Amadero y la airada discusión, este mata accidentalmente a Catalina y oculta su cadáver en un congelador en el sótano de la cabaña.
El padre de Catalina, don José González, un millonario de origen campesino, preocupado por la desaparición de su hija, contrata a Manuel Quirós para que la busque. Casi inmediatamente un incendio arrasa la cabaña donde se encuentra el cuerpo de Catalina. 
Las pesquisas de Quirós lo llevan a descifrar gradualmente la identidad del asesino. Descubre huesos humanos y restos del equipaje de Catalina entre los escombros gracias a la amistad que cultiva con el guarda de la propiedad, Beto. Sin embargo, para cuando confronta al asesino éste se encuentra ya preparado para escapar del país y finalmente Amadeo logra abordar un avión privado rumbo a Brasil. 

## Personajes
- Manuel Quirós, detective protagonista de la novela.
- Amadeo, el asesino.
- Catalina, la víctima, esposa de Amadeo.
- José González, padre de la víctima.
- Noelia, amante de Amadeo.
- Beto, el guardia de la finca.
- Marisol, la secretaria de Manuel.
- Rebeca, atractiva surfista y arquitecta amiga de Amadeo con quien Manuel entabla un romance al final.
- Nerón, el perro de Beto que encuentra los restos óseos de Catalina.
- Mirrusca y Balín, los perros policía de Quirós.

- Datos: Q5904146